# Gendarmeria Internazionale
La Gendarmeria Internazionale fu il primo organismo militare del Principato d'Albania. Esso venne formato per decisione degli ambasciatori delle sei Grandi Potenze che presero parte alla Conferenza di pace di Londra del 1913. Questa decisione fu alla base del Trattato di Londra siglato poi il 30 maggio 1913. Dal momento che molti dei membri della Gendarmeria Internazionale erano olandesi, essa divenne conosciuta anche col nome di Missione Militare Olandese.
I primi membri della gendarmeria giunsero in Albania il 10 novembre 1913. Ben presto questi dovettero fronteggiare la rivolta contadina locale. Uno degli ufficiali della Gendarmeria Internazionale venne ucciso e molti di loro vennero imprigionati dopo lo scoppio della rivolta nel giugno del 1914. Ufficiali olandesi vennero gradualmente rimpiazzati da ufficiali austroungarici e tedeschi che giunsero a Durazzo dal 4 luglio di quello stesso anno. Il 4 agosto, ebbe inizio la prima guerra mondiale e gran parte degli ufficiali olandesi fece ritorno nei Paesi Bassi. Il 19 settembre 1914 gli ultimi due ufficiali imprigionati vennero rilasciati.

## Premessa
Gli ambasciatori delle sei Grandi Potenze decisero di costituire il Principato d'Albania il 29 luglio 1913 durante il 54º incontro della Conferenza di Londra. Il nuovo stato necessitava di un sovrano, di confini definiti, di un governo e di una forza di polizia militare. Per assicurare la neutralità di questa gendarmeria, le Potenze decisero che essa sarebbe stata costituita da uomini provenienti da paesi differenti. La loro prima scelta si orientò sulla Svezia ma il paese era già occupato in una missione simile in Persia, e pertanto la scelta ricadde sui Paesi Bassi per la loro neutralità, per la mancanza di interessi diretti in Albania e per l'ampia esperienza coloniale nelle Indie orientali olandesi. Il 15 ottobre 1913 la Commissione Internazionale di Controllo venne preposta ad amministrare il paese sino a quando la situazione politica non avesse raggiunto una certa stabilità. Guglielmo di Wied venne prescelto quale primo principe d'Albania.

## Il comando
Il ministro della guerra dei Paesi Bassi inizialmente aveva scelto il maggiore Lodewijk Thomson quale capo della Gendarmeria, ma dopo un momento di crisi interna e la formazione di un nuovo governo, il nuovo ministro prescelse a quel ruolo il colonnello Willem De Veer, ponendo Thomson quale secondo in comando il 20 ottobre 1913.
De Veer e Thomson prepararono un rapporto di 150 pagine sulla costituzione della nuova gendarmeria albanese. Le forze reclutate e provviste dai Paesi Bassi furono di 5.000 elementi. Il 24 febbraio 1914 giunsero tredici ufficiali olandesi a Valona: il capitano Fabius, il maggiore Kroon, il maggiore De Waal, il maggiore Sluys, il capitano Doorman, il maggiore Roelfsema, il dottor De Groot, il capitano Sar, il maggiore Verhulst, il maggiore Snellen van Vollenhoven, il primo luogotenente Mallinckrodt e i capitani Reimers e Sonne.

## Missione
La Gendarmeria Internazionale era sol uno dei gruppi armati presenti nel principato durante il governo di Guglielmo di Wied. Tra gli altri presenti in contemporanea ricordiamo le bande irregolari guidate da capi locali oltre a fuorilegge nativi, Komitadjis bulgari, ribelli greci dell'Epiro settentrionale e ribelli contadini delle aree centrali, oltre alla gendarmeria personale di Essad Pasha e dei volontari del Kosovo guidati da Isa Boletini e da gruppi di miridizi cattolici dalle montagne settentrionali al comando di Prênk Bibë Doda.
Uno dei primi compiti della nuova gendarmeria era quello di addestrare e reclutare nuovi soldati albanesi per prendere il controllo della parte meridionale dello stato dopo la Dichiarazione d'indipendenza nord epirota del 28 febbraio 1914.
Essad Pasha Toptani, in qualità di ministro della guerra e dell'interno, era contrario a soluzioni pacifiche del problema. Egli si oppose alla Commissione Internazionale di Controllo che credeva che il problema potesse risolversi per vie diplomatiche. Il principe ed il suo gabinetto di governo accettarono la proposta di Essad Pasha per una soluzione di stampo militare. Migliaia di fucili italiani e mitragliatrici austroungariche vennero acquistate per essere distribuite alla popolazione dell'Albania centrale (in prevalenza composta da musulmani). Il motivo di questa rivolta era essenzialmente dovuto al fatto che questi contadini ritenevano che il nuovo regime fosse più che altro uno strumento nelle mani delle grandi potenze (tutte di fede cristiana) e dei grandi proprietari terrieri locali. Sulla base di queste credenze la popolazione si rivolta.

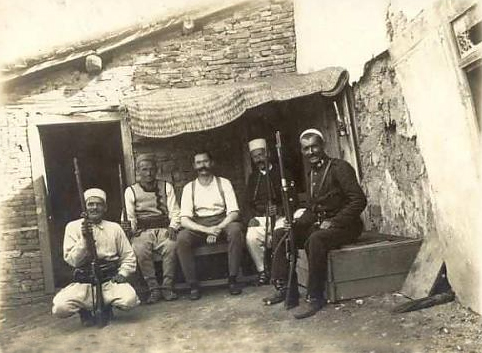
Il capitano Hendrik Reimers catturato dai ribelli contadini

Quando migliaia di ribelli circondarono Shijak il 17 maggio (a soli 10 km da Durazzo), Essad Pasha venne accusato di fomentare una rivolta contro Guglielmo di Wied. Egli venne esiliato in Italia dal 20 maggio di quell'anno, senza processo.
La rivolta si intensificò dopo l'esilio di Essad. Intenzionato ad ottenere il supporto dei 1000 volontari miraziti cattolici del nord, Guglielmo di Wied nominò il loro capo, Prênk Bibë Doda, quale suo nuovo ministro degli esteri. Isa Boletini ed i suoi uomini, in gran parte provenienti dal Kosovo entrarono a far parte della Gendarmeria Internazionale per combattere i ribelli. I gendarmi olandese assieme ai miraziti tentarono di catturare la città di Shijak, ma quando i combattimenti ebbero inizio il 23 maggio di quell'anno essi si trovarono circondati e vennero catturati assieme ad un'ulteriore spedizione proveniente da Durazzo che aveva tentato di liberare i compagni prigionieri. Il capitano Sar non era venuto a conoscenza del fatto che le tribù cattoliche dell'area settentrionale del paese avevano rifiutato di aderire agli scontri per via della presenza del generale Besa alla presa del trono da parte del principe di Wied. I ribelli attaccarono Durazzo, al punto da riuscire a condurre nel panico la popolazione locale ed il principe e la sua famiglia dovettero trovare rifugio su una nave italiana ormeggiata nella baia.
Durante un attacco a sorpresa della mattina del 15 giugno 1914 Thomson venne colpito al petto (benché i ribelli stessero attaccando alle sue spalle) e morì nel giro di pochi minuti. Per questo motivo oggi si ritiene sia stato un cecchino italiano a colpirlo.
Il capitano Fabius formò delle unità volontarie di artiglieria. Secondo il governo austriaco, i volontari che bombardarono i ribelli vennero reclutati dalla Commissione Albanese direttamente da Vienna. Dalla fine del giugno del 1914 gli ufficiali olandesi vennero catturati dai ribelli dell'Albania centrale ed essi dovettero gradualmente essere rimpiazzati con ufficiali austroungarici e tedeschi, che giunsero poi a Durazzo il 4 luglio di quell'anno. Il 27 luglio 1914 il colonnello De Veer presentò ufficialmente le sue dimissioni per la missione. Ben presto la prima guerra mondiale ebbe inizio e dal 4 agosto gran parte degli ufficiali fece ritorno in madrepatria. I ribelli catturarono Berat il 12 luglio e Valona, senza combattere, il 21 agosto. Gli ultimi due ufficiali ad essere stati catturati (Verhulst e Reimers) vennero rilasciati il 19 settembre 1914.

## Fine della missione
Nell'autunno del 1914 Essad Pasha accettò l'invito del senato dell'Albania centrale (formato dai ribelli) a ritornare in Albania per prenderne il controllo. Il suo primo compito fu quello di sanare i conti del suo governo, per poi spostarsi a Niš, nel Regno di Serbia, ove concluse un'alleanza militare segreta col primo ministro locale Pašić il 17 settembre. Nell'ottobre del 1914, Essad Pasha ritornò in Albania. Col supporto finanziario di Italia e Serbia, egli riuscì a ristabilire delle forze armate nel distretto di Dibër e prese Durazzo dall'inizio di ottobre, senza quasi combattere. Finiva a quel punto la missione della Gendarmeria Internazionale col crollo poco dopo della Commissione delle Grandi Potenze che l'aveva voluta.